# Neoplocaederus melancholicus
Neoplocaederus melancholicus är en skalbaggsart som först beskrevs av Charles Joseph Gahan 1890.  Neoplocaederus melancholicus ingår i släktet Neoplocaederus och familjen långhorningar. Inga underarter finns listade.